# T-72
T-72 je sovjetski glavni borbeni tenk koji je ušao u serijsku proizvodnju 1971. Ovaj dizajn je usporedan tenku T-64, i T-72 je služio kao osnova razvoja tenka T-90 i mnogo drugih tenkova iz raznih zemalja svijeta: Poljska, Hrvatska, Srbija, Indija... Kronološki i dizajnom T-72 pripada istoj generaciji tenkova kao američki M60 Patton, njemački Leopard 1 i britanski Chieftain tenk. Reputacija T-72 tenka pretrpjela je teške poraze protiv modernih zapadnih tenkova kao što je M1 Abrams i Challenger 1 tijekom prvog i drugog rata u Perzijskom zaljevu. Njegovi gubici, međutim, bili su više posljedica činjenice da većina su iračkih tenkova T-72 bili izvozni modeli (T-72, T-72M i T-72M1) koristeći nisku kvalitetu streljiva, loše treniranih iračkih članova posade, a mnogi su uništeni dobro koordiniranim artiljerijskim i zračnim napadom, a ne neprijateljskim tenkovima.

## Povijest proizvodnje
Tenk T-72 razvijen je u Sovjetskom Savezu kao jednostavnija i jeftinija alternativa tenku T-64A. Prvi prototip označen Objekt 172 pojavio se 1970. godine, a godinu dana kasnije je završen modificirani prototip Objekt 172M, čija je cijena bila 40% niža od cijene tenka T-64A. Tvornica "Vagonka" u Njižni Tagilu je 1974. godine počela serijsku proizvodnju tenka Objekt 172M pod tvorničkom oznakom T-72 Ural.
T-72 bio je najkorišteniji tenk u Crvenoj armiji od 1970-ih pa sve do raspada Sovjetskog saveza. Izvezen je u sve zemlje Varšavskog pakta kao i u Finsku, Iran, Irak, Siriju i Jugoslaviju. Po njemu je napravljeno mnogo različitih inačica tenkova kao npr. hrvatski M-95,poljski PT-91 Twardy, ruski T-90 itd.
Licencirane verzije tenka T-72 proizvodile su se u Poljskoj i Čehoslovačkoj za zemlje Varšavskog pakta. Ti tenkovi imali su bolju kvalitetu izrade, ali u oklop kupole nije se postavljao sloj keramike nego čelik. Zbog homogenog oklopa razina zaštite bila je manja nego ona na sovjetskim tenkovima koji su imali višeslojni oklop. Poljski T-72G imao je na prednjem dijelu kupole tanji oklop od sovjetskog standarda (410 mm za kupolu). Za arapske kupce napravljena je posebna licenca koja je još lošija od one za Poljsku i Čehoslovačku. Mnogi dijelovi nisu međusobno kompatibilni između sovjetskih i izvoznih verzija tenka, što je prouzročilo velike logističke probleme.
Jugoslavija je svoju verziju tenka nazvala M-84, a zanimljivo je da je licencu za proizvodnju kupila od Čehoslovačke. Prodano je više stotina M-84 tenkova različitim državama svijeta. Irak je svoju verziju nazvao Asad Babil što znači "Babilonski Lav". Njihovi su tenkovi bili sastavljeni od "rezervnih dijelova" koje su im Rusi prodali zbog UN-ovog embarga za uvoz oružja u tu zemlju. Nekoliko država, uključujući Ukrajinu i Rusiju nude modernizaciju za stare T-72s.
Rane verzije T-72 imale su homogeni čelični oklop što je za to vrijeme u 1970-ma bila dobra zaštita. Godine 1979. sovjeti su počeli izgradnju poboljšanog T-72 tenka koji je dobio višeslojni oklop sličan onome na tenku T-64 s višeslojnim oklopom koji je postavljen na prednjem dijelu kupole i tijela. Kasnije 1980-ih, na tijelo tenka počinje se postavljati eksplozivno-reaktivni oklop.
Laserski daljinomjer postavljen je tek 1978. godine, a do tada je bio postavljen optički koji nije mogao mjeriti udaljenosti manje od 1000 metara. Neke izvozne verzije nisu dobile laserski daljinomjer sve do 1985. godine. Poslije 1985. godine sve verzije T-72 tenka rađene su s postavljenim eksplozivno-reaktivnim oklopom kao standard, novi i snažniji V-84 motor od 840 ks i poboljšan glavni top koji od tada može ispaljivati protutenkovske rakete. S tim izmjenama T-72 postao je jak koliko i skuplji i moderniji T-80. Od 2000. godine za izvoz je ponuđena i inačica s termovizijom. Proizveden je i projektil koji sadržava osiromašeni uranij koji ima veću probojnost od običnog streljiva.
T-72 u svojim vojskama imaju mnoge države svijeta pogotovo potencijalni neprijatelji SAD-a. Zapadni analitičari tvrde da T-72 tenk može uništavati sve moderne tenkove zapada uključujući i M1 Abrams, što se u teoriji i nije baš dokazalo. Sovjetski T-72 se do sada tri puta susreo sa zapadnim tenkovima, u Libanonu 1982. protiv izraelske Merkave, u Iraku 1991. godine s M1 Abramsom i Chamlengerom 1 i opet 2003. u Iraku. U svim ovim sukobima T-72 tenk je poražen, no to ne znači da je on loš tenk. Uzrok dvaju poraza u Iraku bili su i loša pripremljenost i opremljenost iračkih posada koje su upravljale tenkovima. Uz to irački T-72 tenkovi bili su lošije kvalitete od onih ruskim i imali su stare dijelove i opremu. Streljivo je bilo slabije zbog smanjenja troškova proizvodnje.

## Dizajn
Koncepcija tenka T-72 ista je kao kod njegovog prethodnika T-64. Vozilo ima tročlanu posadu - mjesto vozača je u prednjem djelu oklopnog tijela, pozicija zapovjednika je u kupoli desno od topa, dok je ciljač smješten lijevo od topa.

### Pokretljivost
T-72 je izrazito lak tenk, ima samo 41 tonu, što mu omogućava veću pokretljivost u odnosu na zapadne konkurente. Neke ceste i mostovi u zemljama Varšavskog pakta bili su konstruirani tako da kolona T-72 tenkova može proći po njima, ali teži zapadni tenkovi ne bi mogli ili bi išli jedan po jedan. Osnovni T-72 ima relativno slab motor od 780 ks (580 kW) koji je ustvari turbo verzija V-12 dizel motora od 500 ks koji je za vrijeme 2. svjetskog rata konstruiran za tenk T-34. T-72 ima relativno velik promjer kotača na kojima su gusjenice u odnosu na ostale tenkove iz T-serije (T-64 i T-80) koji imaju manji promjer kotača.
T-72 je dizajniran da može prijeći vodenu prepreku dubine do 5 metara uz pomoć dodatne cijevi za ispuh. Ako tijekom plova tenku prestane radit motor, on se mora pokrenuti u roku od 6 sekundi inače se gubi tlak i voda ulazi u dio motora. Ova mogućnost preplovljavanja čini se opasnom, ali je važna za stratešku mobilnost tenka.

### Nuklearna, biološka i kemijska zaštita
T-72 ima sveobuhvatnu kemijsku, biološku i nuklearnu zaštitu. Unutrašnjost tenka je presvučena sintetičkom tkaninom s kojom se smanjilo zračenje unutar tenka od eksplozije nuklearne bombe. Posadi se isporučuje čist zrak preko kompliciranog filtra zraka. Izvozni T-72s nemaju zaštitu od zračenja koja je standard na ruskim T-72s koji su presvučeni slojem sintetičkog materijala koji sadržava olovo, koji pruža zaštitu od djelovanja radijacije i elektromagnetskog zračenja.

### Oklopna zaštita
Oklop tenka T-72 bio je ojačan sa svakom novom verzijom. Izvorna kupola izrađena je od lijevanog čelika. Debljina tog oklopa bila je oko 280 mm. Kasnije je na T-72s stavljen višeslojni (kompozitni) oklop. 
T-72M (izvozna inačica modela T-72A) imao je drugačiji oklop od T-72A imao je drugačiju konstrukciju oklopa što ga je činilo manje sigurnim od T-72A. U moderniziranu T-72M1 verziju je dodan sloj (16 mm) staklo-teksolita kojim se dobila bolja zaštita uz povećanje debljine oklopa od 32 mm.
Nekoliko T-72 modela opremljeno je s eksplozivno-reaktivnim oklopom (ERA) koji povećava zaštitu od visoko eksplozivnih protutenkovskih granata. Kasnije je dodan još teži eksplozivno-reaktivni oklop koji je povećao zaštitu od najmodernijih visoko eksplozivnih granata.
Kasniji modeli T-72s, kao što je T-72B imaju vidno ispupčenu kupolu, u zapadnim zemljama nazvanu "Dolly Parton". Kasnije verzije T-72B, T-72B1 i T-72A imaju radioaktivnu zaštitu postavljenu i na krov kupole.
Rani modeli nisu imali postavljenu zaštitu voznog mehanizma. Prvi puta se postavila zaštita suspenzije na T-72A 1979. godine koji je imao postavljenu plastičnu zaštitu koja obuhvaća gornji dio suspenzije s dodatnom zaštitom na stranama tijela za spremnik goriva i teretni prostor.
U usporedbi sa zapadnim tenkovima, T-72 imao je loše riješeno spremanje streljiva u kupoli koje se nalazilo u tijelu i kupoli. Prilikom udara granate u tenk, streljivo bi se zagrijalo i u većini slučajeva eksplodiralo pri čemu bi svi članovi posade bili ubijeni, a kupola tenka odletjela u zrak. Tako su američki tenkovi u oba rata u Zaljevu bez problema uništavali iračke T-72s uz stalni gubitak cijele iračke posade.
U srpnju 1997. godine Jane's International Defence je potvrdio da je ruska verzija T-72s tenka s eksplozivno-reaktivnim oklopom Kontakt-5 otporan na većinu modernih njemačkih i američkih protutenkovskih projektila. To je navelo zapadne sile da proizvode još bolje protuoklopne granate kako bi držali korak sa zaštitom T-72 tenka i ostalim ruskim konkurentima (T-80 i T-90)

### Naoružanje
Glavno naoružanje tenka je glatkocijevni top 2A46 promjera cijevi 125 mm. Taj top je znatno veći od NATO standarda koji je 105 mm i od noviji tenkova zapada koji imaju 120 mm top većinom kopije njemačkog Rheinmetal L44 i L55 topa. Top 2A46 može, kao i kod ostalih sovjetskih tenkova, ispaljivati protutenkovske rakete. Prva verzija T-72 koristila je top 2A26M2, ali se na sve naredne inačice ugrađuje novi top 2A46.
Glavni top ima veliku manu jer pri udaljenosti od 1800 metara ima mogućnost pogreške od 1 metar. Maksimalan domet topa je 9100 metara. Najveća udaljenost na kojoj tenk ima relativno dobru preciznost je 4000 metara s vođenom protutenkovskom raketom (korištena je samo u SSSR-u). Iz topa se ispaljuju kumulativni, potkalibarni i razorni projektili.
Da bi cijena tenka T-72 bila što niža, konstruktori su izbjegli ugradnju sofisticiranog sustava za upravljanje vatrom (SUP). Za ciljanje se koristi relativno jednostavan uređaj TPD-2-49 s daljinomjerom. Sprava je stabilizirana u vertikalnoj ravnini, a u nju se ručno unose podaci o tipu projektila, temperaturi i vlažnosti zraka te bočnom vjetru. Lijevo od topa je postavljen IC reflektor, koji omogućava promatranje i ciljanje noću, na daljinama do 800 m. Većina T-72s pronađena izvan bivšeg Sovjetskog Saveza nema laserski daljinomjer. T-72 namijenjeni izvozu imaju slabiji sustav upravljanja paljbom (SUP) i automatski punjač dok neki nemaju ni termoviziju.
Dodatno naoružanje čini mitraljez PKT kalibra 7,62 mm, za koji se u vozilu nosi 2000 metaka. Na kupoli zapovjednika je postavljen protu-avionski mitraljez 12,7 mm NSVT, s 300 metaka u borbenom kompletu.
Top se puni automatski, iz transportera s streljivom smještenog na podu borbenog odjeljenja (ispod kupole). U automatskom punjaču se nalaze 22 dvodijelna projektila, a u tenku se nosi još 17 rezervnih. Brzina gađanja je 6 do 8 projektila u minuti, a moguće je i ručno punjenje topa kada brzina paljbe iznosi 1-2 projektila u minuti. Primjena automatskog punjača omogućila je da se broj članova posade smanji na tri i da se smanje dimenzije i masa vozila. Međutim, ratna iskustva su pokazala da je smještaj municije u automatskom punjaču ispod kupole ozbiljna mana tenka T-72, jer pogodak u bok vozila može aktivirati municiju, kada dolazi do eksplozije koja momentalno uništava tenk i kupolu odbacuje nekoliko metara od tijela vozila.

## Borbena povijest
- 1979. – 1989. Sovjetsko-afganistanski rat (koristio ga je SSSR)
- 1980. – 1988. Iračko-iranski rat (Irak)
- Libanonski rat 1982. (Sirija)
- 1983. -  građanski rat u Šri Lanki (Indija)
- 1988. – 1994. Armensko-arzebejdžanski rat (Armenija, Azerbejdžan)
- 1988. – 1993. Gruzijski građanski rat
  - 1991. – 1992. Rat u Južnoj Osetiji
  - 1992. – 1993. Rat u Abhaziji
- 1990. – 1991. Zaljevski rat (Irak)
- 1991. – 2001. Raspad SFRJ (SFRJ)
  - 1991. Rat u Sloveniji (SFRJ)
  - 1991. – 1995. Domovinski rat (SFRJ, Hrvatska i Republika Srpska Krajina)
  - 1996. – 1999. Rat na Kosovu (Srbija i Crna Gora)
  - 1999. – 2001. Sukobi u okolici Preševa 2001. (Srbija i Crna Gora)
  - Sukobi u Makedoniji 2001. (Makedonija)
- 1994. – 1996. Prvi čečenski rat (Rusija)
- 1999. -      Drugi čečenski rat (Rusija)
- 2003. -      Rat u Iraku 2003. (Irak)
- 2008. -      Rusko-gruzijski rat 2008. (Rusija, Južna Osetija, Gruzija)

## Verzije

### Bugarska
- T-72M2 - poboljšana verzija T-71M1 s termovizijom, deblji oklop (500 mm), zaštita od radijacije[2]

### Hrvatska
- Degman M-84D - moderni prototip na temelju M-84
- M-95 Degman - 3 generacija temelji se na tenk M-91 Vihor

### Kuba
- T-72 - oznaka koristi se za sve nepromijenjen T-72 glavni borbeni tenkovi u uslugu s Kuba[3]
- T-72M1 - T-72 opremljen s kineskim radio uređajem umjesto sovjetskog i bolja zaštita protiv vlage i topline[3]
- T-72M2 - T-72 s čeličnom zaštitom u prednjem dijelu AA HMG[3]

### Češka
- T-72M3 CZ - postavljena je termovizija za topnika i napravljene su manje izmjene - ovu inačicu nije bila prihvatila Češka vojska u korist T-72M4CZ[2]
- T-72M4 CZ - dodan je novi eksplozivno-reaktivni oklop, novi SUP (koristi se sutav s talijanskog Ariete C-1), 1000 ks vodom hlađeni dizel motor i automatski prijenos sa 6 stupnjeva. Sa svim poboljšanjima masa tenka je narasla za 4 tone, Češka je do sad modernizirala oko 30 tenkova na ovaj standard.[2]
- VT-72M4 - poboljšan sustav komunikacije[2]
- ShKH 2000 "Zuzana" (Zuzanne) - 155 mm (45 kalibra) verzija (prvi prototip koji je dovršen po ZTS u prosincu 1992.) i Dana 152 mm, samohodni top-haubica instaliran na izmijenjenu T-72M1 šasiju[2]

### Bivša Istočna Njemačka
- T 72M - ti tenkovi su opremljeni gumenom zaštitom za podvozje, bacačem dimne zavjese "Tucha" i dodatnom 16 mm čeličnom zaštitom[4]
- T 72M "Übergangsversion" - naziv za 23 tenka koji su kupljen od Poljske 1986. godine. Imaju dodatni oklop
- T 72(K) i T-72(K1) - zapovjedni tenk nastao na temelju T-72
- T 72TK -[2]
- BLP 72 - planirani nosač mosta koji je nakon nekoliko problema oko projekta otkazan[5]
- FAB 172M ili FAP 172U - trening vozilo. Napravljena su samo tri primjerka

### Bivša Čehoslovačka
- T-72M (Ob'yekt 172M-E3) - ovaj model je građen pod dozvolom ZTS Martin. U Zapadnim izvorima često se naziva i T-72G. U kasnim 1980-ih tenk se proizvodio za čehoslovačku vojsku i za izvoz, te su bili opremljeni s nekoliko poboljšanja iz sovjetskog T-72A program, uključujući gumene zaštite za podvozje i 902B "Tucha" bacači dimne zavjese.
- T-72M1 (Ob'yekt 172M-E5) - izvozna kopija sovjetskog T-72A tenka
- VT-72 (BRAM-72) (Vyprošt’ovací Tank) - oklopno vozilo za popravak napravljeno na podvozju tenka T-72[6]
- VT-72B (BRAM-72B) - oklopno vozilo za popravak opremljeno hidrauličnom dizalicom i vitlom[2]

### Gruzija
- T-72 SIM-1 - novi Falcon zapovjedni i kontrolni sustav, GPS navigacijski sustav i nova termovizija

### Indija
- Ajeya MK1 - indijska verzija T-72M. Paralelno s kupnjom verzija T-72 tenka od SSSR-a, Indija je pokrenula domaći razvoj tenka T-72 nazvanog Ajeya. Napravljeno je oko 900 komada ovog tenka, a 1993. godine su modernizirani na T-72M1 standard.[2]
- Ajeya MK2 - indijska verzija T-72M1 tenka. Zbog problema oko razvoja novog indijskog tenka Arjun, indija se odlučila na modernizaciju svojih 1500 T-72M1 tenkova na T-72M2 standard. Modernizacija je uključila ugrađivanje novog SUP-a s termovizijom, eksplozivno-reaktivnog oklopa, navigacijskog sustava, bolji sustav radioveze i sustav aktivne zaštite koji očitava i ometa laserske zrake radi bolje zaštite od protuoklopnih vođenih raketa. Zbog dodatnog oklopa ugrađen je i snažniji dizel motor poljske proizvodnje snage 1000 ks. Dodan je i sustav aktivne zaštite koji očitava i ometa laserske zrake radi bolje zaštite od protuoklopnih vođenih raketa.[2]
- Tank EX - na tijelo tenka T-72 postavljena je kupola s Arjuna. Samo prototip

### Irak
- T-72 babilonski lav (Asad Babil) - kopija T-72 tenka. Napravljena je prema zamisli Saddama Husseina da Irak samostalno proizvodi vlastite tenkove nakon uvedenog embarga na uvoz oružja radi dovršenja Iračko-iranskog rata
- Saddam - iračka verzija T-72M tenka koji je prilagođen lokalnim uvjetima u Iraku[2]

### Poljska
- T-72M (Ob'yekt 172M-E3) - ovaj model je građen pod licencom. Na Zapadu se T-72M često naziva T-72G zbog velikog izvoza na Bliski Istok. Ti tenkovi imaju gumenu zaštitu za podvozje i lansere dimne zavjese. Na kasnijim verzijama je postavljena sprijeda dodatna čelična ploča debljine 16 mm kao i kod T-72M
- T-72M1 (Ob'yekt 172M-E5) - izvozna verzija T-72A koja je građena pod licencom u Poljskoj
- T-72M1D - poljska oznaka za T-72M1K[7]
- Jaguar - kada je poljska 1978. počela proizvodnju T-72 tenka, već 1892. godine je pokrenut plan za modernizaciju tih tenkova koji se nazvao Jaguar. Ova modernizacija nikad nije provedena.[2]
- T-72 "Wilk" - modernizirana verzija T-72 tenka. Umjesto sovjetskog SUP-a ugrađen je poljski ili čehoslovački koji je razvijen za tenk T-55AM "Meridia". Ugrađena je nova termovizija, senzor zračenja laserskih zraka i poljski eksplozivno-reaktivni oklop (ERA) Erawa-1 ili Erawa-2. Ovaj tenk bio je prethodnica razvoja PT-91 tenka
  - PT-91 "Twardy" - poljski tenk temeljen na tenku T-72M1
    - T-72M1Z - T-72M1 moderniziran na PT-91 standard
- PZA Loara - protuzrakoplovni samohodni top, na tijelo T-72 tenka stavljena je kupola s protuzračnim topovima.[2]
  - PZA Loara-A - protuzrakoplovni samohodni top, na tijelo PT-91 tenka stavljena je kupola s protuzračnim topovima.[2]
- SJ-09 - poljsko trening vozilo bez kupole
- WZT-3 - oklopno vozilo za popravke temeljen na T-72M tenku[2]

### Rumunjska
- TR-125 - rumunjska verzija T-72 s dodatnim oklopom, novim prijenosom i jačim dizel motorom

### Rusija, bivši SSSR
- T-72 "Ural" (Ob'yekt 172M) (1973)[7] - Originalna verzija, naoružana s 125 mm D-81TM glatkocijevnim topom. Imala je optički daljinomjer.[8][9][2]"JED The Military Equipment Directory"</ref><
  - T-72K - Zapovjedna verzija T-72 "Ural" s dodatnim R-130m radiom. Ima 10 metarsku teleskopsku antenu i R123M/R-173 dva radia.[9][2]
  - T-72 (Ob'yekt 172M-E, Ob'yekt 172M-E1) - Sovjetska izvozna verzija sa 125 mm D-81T glatkocijevnim topom s 44 granate. Prodan je Iraku i Siriju, a rađen je i u Poljskoj u tvornici "Bumar-Łabędy".[9][8]
    - T-72 - opremljen s francuskim 155 mm F1 topom za Indiju[2]
    - T-72 - opremljen s britanskim 155 mm Vickers T6 topom za Indiju[2]

  - Robot-2 - Daljinski upravljani T-72 "Ural"[2]
  - Ob'yekt 172-2M "Buffalo" - modernizacija T-72 tenka tijekom 1970-ih. Dodana je novi oklop, prednja ploča je nagnuta za 30 stupnjeva, strane tenka i podvozje je zaštićeno 100% čelikom. Povećana je snaga motora na 840 ks, dodani su bacači dimne zavjese i borbeni komplet je povećan na 45 granata.[9]
  - T-72 "Ural-1" (Ob'yekt 172M1) (1976)[7] - novi 2A46 glavni top, bolji oklop kupole[9]
  - T-72V - ("V" za vzryvnoi- eksplozivan) neslužbeni model kojim je opremljen eksplozivno-reaktivnom oklopom (ERA) Kontakt-1 koji je postavljen na kupolu i prednji dio tijela.[2]
  - T-72 "Ural" - modernizacija. Većina T-72 "Ural" tenkova je modernizirano tijekom 1980-ih. Na desnu stranu kupole postavljen je reflektor, a na bokove tenka je postavljena guma.[2]
- T-72A (Ob'yekt 176) (1979)[7] - ovo je unaprijeđena verzija T-72 "Ural" tenka. Njegove ofenzivne mogućnosti su jednake starijoj verziji, ali je zato poboljšana oklopna zaštita. Reflektor se nalazi na desnoj strani kupole, TPD-2-49 optički daljinomjer se zamijenio za TPD-K1 laserski daljinomjer. Na prednjoj strana kupole i tijela postavljen je novi višeslojni oklop. Poboljšan je i sustav upravljanja paljbom (SUP) i dodani su bacaći dimne zavjese. Zbog svih ovih dodataka težina tenka je malo porasla.[2][10][9][7]
  -     - T-72A obr.1979g - dodatnih 17 mm čelika visoke čvrstoće
    - T-72A obr.1984g - kasnija verzija sa zaštitom od radijacije
    - T-72AK (Ob'yekt 176K) - Zapovjedna verzija T-72A. U NATO-u postoje tri različit naziva za ovaj tenk koji označavaju T-72AK1, T-72AK2 i T-72AK3 kojima predstavlja zapovjednu verziju, verziju za zapovjedanje bataljunom i zapovjedanje pukovnijom[9][7][2]
    - T-72AV - ("V" for vzryvnoi - eksploziv) model s eksplozivno-reaktivnim oklopom (ERA) Kontakt-1[2]
    - T-72M (Ob'yekt 172M-E2, Ob'yekt 172M-E3, Ob'yekt 172M-E4) - izvozna verzija s tanjim oklopom i lošijim SUP-om. Proizvodila se još i u Poljskoj i Čehoslovačkoj[11][2]
      - T-72MK (T-72M(K)) - Izvoza verzija T-72AK. Sve je isto kao i kod T-72AK, samo što je zbog opreme borbeni komplet smanjen s 45 na 38 granata.[2]
      - T-72M1 (Ob'yekt 172M-E5, Ob'yekt 172M-E6) - sovjetska izvozna verzija s tanjim oklopom. Također je građen u Poljskoj i Čehoslovačkoj[11]
        - T-72M1K - zapovjedna verzija[10]
        - T-72M1V - T-72M1 s eksplozivno-reaktivnim oklopom Kontakt-1[10]
        - T-72M1M (Ob'yekt 172M-E8) - Sovjetska izvozna verzija. T-72M1 moderniziran na T-72B standard[10]

- T-72B (Ob'yekt 184) (NATO code: SMT M1988))[10][7] - znatno poboljšana verzija s boljim sustavom za upravljenje paljbom (SUP), debljim oklopom (homogeni čelični oklop zamijenjen je višeslojnim oklopom) i snažnijim dizel V-84-1 motorom (840 ks).
  - T-72B - opremljen s Kontakt-1 eksplozivo-reaktivnim oklopom (ERA). Često se naziva T-72BV[2]
  - T-72BK (Ob'yekt 184K) - zapovjedna verzija s dodatnim antenama i radio sustavima[2][9]
  - T-72S "Shilden" (T-72M1M1,[8] Ob'yekt 172M-E8) - izvozna verzija tenka s ERA oklopom koji je postavljen samo na prednju stranu i bez zaštite od radiacije
    - T-72B1 - opremljen eksplozivno-reaktivnim oklopom Kontakt-1 na prednjij strani kupole i tijela, s osam bacača dimne zavjese na lijevoj strani kupole
    - T-72B1K (Ob'yekt 184K-1) - zapovjedna verzija T-72B1.[9]
    - T-72S1 "Shilden" (T-72M1M1[8])) - sovjetska izvozna verzija T-72B1. Pojavila se 1993. godine.[2][10]

  - T-72B obr.1989g - T-72B opremljen Kontakt-5 eksplozivno-reaktivnim oklopom, kao i višeslojnm oklopom postavljenom na prednju i bočnu stranu kupole i prednju stranu tijela. Često ga zovu T-72BM ili T-72B(M) ali to nije točno. NATO oznaka: SMT M1990.[9][2]
  - T-72B obr.1990g - postavljen senzor za vjetar i ugrađen novi motor
    - T-72B obr.1990g - poboljšan zapovjednikov periskop[2]
      - T-72BU / T-90 (Ob'yekt 188[9]) - prvotni T-90 tenk koji bi po karakteristikama i oklopnoj zaštiti trebao bi biti nešto malo bolji u odnosu na kasnije verzije T-80 tenka. Zbog lošeg mišljenja o T-72 tenku u Čećeniji i Iraku gdje se pokazao loš, promijenjen je naziv u T-90 kako bi se lakše prodao

  - T-72BM "Rogatka" obr.2006g (Ob'yekt 184M) - modernizirani T-72B koji je predstavljen 2006. godine. Ima napredniji SUP i "Relikt" eksplozivno-reaktivni oklop treće generacije koji je dvaput učikovitiji od "Kontakt-5" oklopa. Ugrađen je snažniji motor od 1000 ks.
  - T-72B3 (Ob'yekt 184-M3) - Unaprijeđeni T-72B, predstavljen 2010. kao jeftinija i inferiornija varijanta T-72BM Rogatka tenka. Motor je "V92S2" s 1000 KS, a po pitanju oklopne zaštite vrlo je sličan prvotnoj verziji T-90 tenka znanog kao T-72BU, odnosno inferiorniji u odnosu na kasnije verzije T-90 tenka. Koristi "Kontakt-5" reaktivni oklop. Ruska vojska je prvotno odabrala ovu verziju tenka kao okosnicu njihovih oklopnih jedinica, iako je tenk dobio žestoke kritike i od samih ruskih stručnjaka zbog zastarjelosti, vrlo slabe oklopne zaštite i inferiornosti u odnosu na veliku većinu modernih zapadnih tenkova.[12][13]
  - T-72B3M / T-72B4 - Još jedna modifikacija tenka T-72B predstavljena 2014. Za razliku od T-72B3, T-72B4 ima jači motor V92S2F s 1130 KS, novi reaktivni oklop "Relikt", modificirani top i nadograđen sustav upravljanja paljbom. Po pitanju borbenih sposobnosti i oklopne zaštite, tenk je otprilike u rangu T-90A (koji je predstavljen krajem 1990-tih).[14] Drugim riječima T-72B4 bitno zaostaje za modernim zapadnim tenkovima, naročito po pitanju okopne zaštite i borbene učinkovitosti. Razmještaj reaktivnog oklopa je katastrofalno loše riješen, identično kao i kod prethodnih T-72B verzija, te pokriva samo određene dijelove prednje strane kupole ostavljajući čitava područja (tzv. "slabe točke") tenka izložena, odnosno slabije zaštićena. Tenk je također dobio kritike od samih Rusa zbog očitih nedostataka, no vrh ruske vojske i politike uporno progurava ove tenkove.
- BMO-T (Boyevaya Mashina Ognemyochikov) - oklopno vozilo za prijevoz tima s bacačima plamena[2]
- BMPT (Ob'yekt 199) - teško oklopno vozilo za potporu tenkovuma. Ima 30 mm automatski top i lanser za protuoklopnu raketu[2]
- TOS-1 - samovozni bacač raketa. Topovi su postavljeni na tijelu tenka i imaju 30 cijevi.[2]
- TZM-T - vozilo za punjenje raketnih cijevi TOS-1[2]
- BREM-1 (Bronirovannaya Remonto-Evakuatsionna Mashina)
  - BREM-1M - oklopno vozilo za popravke napravljeno na tijelu tenka T-72. Ima hidrauličnu dizalicu koja može podići 12 tona i vitlo koje može izdržati 25 tona, a uz nadogradnju do 100 tona.[2]
- IMR-2 (Inzhenernaya Mashina Razgrashdeniya) - borbeno inženjerijsko vozilo. Ima teleskopsku ruku nosivosti od 5 do 12 tona. N njega se može postavit čistač minskog polja.[2]
  - IMR-2M1 - pojednostavljen model bez čistaća minskog polja
  - IMR-2M2 - unaprijeđena verzija koja je prilagođena npr. u minskim područjima
  - IMR-2MA - najnovija verzija s večom kabinom i naoružan 12,7 mm strojnicama
    - Klin-1 - daljinski kontroliran IMR-2[2]
- MTU-72 (Ob'yekt 632) (Tankovyj Mostoukladchik) - pokretni most na temelju tenka T-72. Most kad se postavi ima ukupnu dužinu 20 metara i može izdržati teret do 50 tona. Širok je 3.3 metra i za postavljanje mu trebaju 3 minute.[2]
- RKhM-7 "Berloga-1" (Razvedivatel’naya Khimicheskaya Mashina)
- Ob'yekt 327 - samohodni 152 mm top. Prototip

### Srbija
- M-2001 (M-84AB1) - M-84 tenk moderniziran na T-90 standard
- Yugoimport SDPR T-72 paket modernizacije - T-72 s jačim motorom, bolji sustav komunikacije, eksplozivno-reaktivni oklop (ERA)

### Slovačka
- T-72M1A - modernizirani T-72M1 tenk s eksplozivno-reaktivnim oklopom (ERA), detekcijom laserskih zraka, termovizija, novi SUP, jači S12U dizel motor...[2]
- T-72M2 - modernizirani T-72M1A tenk
- VT-72C - Poboljšana VT-72B izvozna verzija se proizvodila 1999. za Indiju. Pogonjena je s jačim poljskim S-12U dizel motorom[2]
- VT-72Ž - oklopno vozilo za popravke
- MT-72 - Slovački prijenosni most temeljen na tijelu T-72 tenka. Kad se sastavi ima dužinu od 20 metara i može izdržati teret od 50 tona.[2]

### SFRJ
- M-84 - jugoslavenska verzija T-72M tenka s nekim poboljšanjima
- M-84A - poboljšana verzija M-84 tenka
  - M-84AK - zapovjedna verzija M-84A tenka s navigacijskim sustavom
- M-84AB - izvozna verzija s modernijim SUP-om, termovizijom i laserskom daljinomjerom. Oko 200 h je izvezeno u Kuvajt.
  - M-84ABK - zapovjedna verzija M-84AB tenka s navigacijskim sustavom
  - M-84ABN - navigacijska verzija opremljena boljim sustavom radioveze i navigacijskim sustavom
- M-84AI - oklopno vozilo za popravke koje je napravljeno na tijelu M-84A tenka

### Južnoafrička Republika
- T-72 "Tiger" - modernizirani T-72 tenk[2]

### Ukrajina
- T-72MP - modernizacijski paket za T-72 tenkove
- T-72AM "Banan" - ukrajinski modernizirani T-72A tenk s eksplozivno-reaktivnim oklopom (ERA) Kontakt-1, ima dodane bacače dimne zavjese. Pogonjen je snažnijim 6TD-1 ili 6TD-2 dizel motorom (1250 ks).[2][10]
- T-72AG - modernizirane verzije na T-80UT standard. Imaju eksplozivno-reaktivi oklop Kontakt-5, bolju termoviziju i jači 6TD-1 dizel motor (1250 ks)
- T-72-120 - modernizirana verzija s topom promjera 120 mm s automatskim punjačem sposoban ispaljivati NATO granate
- BMT-72 - ukrajinska nadogradnja T-72 tenka. Osnovana na tenku T-84. Glavna razlika je što je tenk postavljen na 7 kotača za gusjenice sa svake strane.[2]
- BTS-5B - ukrajinska verzija BREM-1

## Korisnici
- Abhazija
- Afganistan
- Alžir - 500
- Angola - 22 T-72M1 kupila od Bjelorusije 1999. godine[2]
- Armenija - 160[15]
- Azerbajdžan -  180 T-72A i T-72B 2003. godine[15]
- Bjelorusija - 1465 T-72B[16][17]
- Bugarska - 160 T-72M2 u službi i oko 30 u rezervi[18]
- Češka -543 preuzeto iz bivše Čehoslovačke 1993. 179 T-72 tenkova aktivno u službi 1. siječnja 2008. Prije toga je bilo 181 T-72 aktivnih tenkova.[19]
- Etiopija - 50 iz Jemena
- Gruzija - 225+ (Т-72B1, Т-72M, T-72 i Т-72A ukrajinska verzija)
- Hrvatska - 3 (vidi M-84)
- Indija - 1700 T-72M i T-72M1[20]
- Irak - 1000 T-72s, T-72Ms, T-72M1s, Babilonski lav i Saddam tenkovi bili su u službi Irak-a 1990. 375 T-72s, T-72Ms, T-72M1s, Babilonski lav i Saddam tenova bilo je u službi Iraka 2003. Samo 77 T-72M1 su ostali u službi 2007. u novoj Iračkoj vojsci, ostali su uništeni u ratu[21]
- Iran - 480 T-72M1 i T-72S od 2002. (200, 1995. i 120, 2000. godine)[22][15]
- Jemen - 39 - 2003. godine[15]
- JAR -[2]
- Južna Osetija - nekoliko ih je ukradeno Gruziji tijekom rata 2008.
- Kazahstan - 650
- Kirgistan - 210
- Kuba - oko 50[15]
- Libija - 150, 2003. godine[15]
- Mađarska - 180 T-72, T-72M i T-72A[15]
- Sjeverna Makedonija - 30 T-72A i 1 T-72AK od Ukrajine
- Malezija
- Maroko - oko 200
- Mjanmar - 139 T-72S
- Poljska - 586 T-72M1 (2005. – 644, 2006. – 596)[23] i 135 T-72M1Z[24] (T-72M1 modernizirani na PT-91 standard) (98 PT-91 u službi) Plan za povlačenje T-72M1 tenkova iz službe do 2010.
- Rumunjska - 30 T-72 i 3 ili 5 TR-125
- Rusija - 9700 u službi.[25][26]
- Sjeverna Koreja - Vjerojatno je nekoliko T-72S prodano Sjevernoj Korei ranih 1990-ih[27]
- Slovačka - 272 T-72M i T-72M1[15]
- Srbija - 65 T-72M
- Sirija - oko 1600[28]
- Tadžikistan - 44 (33, 2000. godine)[29]
- Turkmenistan - 702[30]
- Ukrajina - 1180[31]
- Uzbekistan - 70[32]
- Vijetnam - 120~150, 2005. godine. Kupljeni od Poljske

### Bivši korisnici
- Čečenska Republika Ičkerija - nekoliko tenkova koji su bili uzeti bivšem SSSR-u.
- Čehoslovačka - oko 1700 T-72/T-72M/T-72M1 je proizvedeno između 1981. i 1990. Čehoslovačka vojska imala je 815 T-72 tenkova 1991. godine. Svi su preneseni u novo nastale države
- Njemačka Demokratska Republika - 35 T-72 (od SSSR-a), 219 T-72 (od Poljske i Čehoslovačke), 31 T-72M (od SSSR-a), 162 T-72M (od Poljske i Čehoslovačke) i 136 T-72M1. Svi preneseni u Njemačku[4]
- Finska - oko 160-170 T-72M1s, od toga oko 70 T-72M1s (jedna tenkovska brigada) je kupljena od SSSR-a i dovedena u razmacima od 1984., 1985. – 1988. i 1990. Ostalih 97 T-72M1s (uključujući i zapovjedne verzije T-72M1K i T-72M1K1) su kupljeni iz njemačkih zaliha 1992. – 1994. Svi su povučeni iz službe i prodani Češkoj[33]
- Izrael - Zarobio par Sirijskih T-72M1 tenkova, ali je nepoznato da li su korišteni u Izraelskoj vojsci. Jedan je darovan Yad la-Shiryon Muzeju.
- Srbija i Crna Gora - preneseni u novo nastale države
- SSSR - preneseni u novo nastale države
- Njemačka - 549 tenkova, svi prodani drugim zemljama ili darovani muzeju
- Jugoslavija - 90 T-72M i 3 T-72MK napravljenih u Čehoslovačkoj i SSSR-u; preneseni u novo nastale države. (vidi M-84)

## U bivšoj Jugoslaviji
JNA je od SSSR-a kupila manji broj T-72 tenkova, te je na temelju njih počela proizvodnju na vlastitom tenku, M-84 koji je bio kopija T-72 s boljom tehnikom (ciljanički sustav, elektronika, jači motor, poboljšani oklop itd.). Unatoč tome što je M-84 proizveden u više od 600 primjeraka, JNA (dobila oko 300) je ipak oformila nekoliko jedinica s tenkom T-72 i one su vidjele akciju tijekom ratova na području bivše Jugoslavije (uključujući i Domovinski rat).